# Caleb Nichol
Caleb Nichol, gespeeld door acteur Alan Dale, is een personage uit de televisieserie The O.C.. Caleb was ergens in de 60 jaar oud en was de vader van Kirsten Cohen en Hailey Nichol.

## Seizoen 1
Caleb Nichol was de rijkste man van Newport en was de eigenaar van de onroerende zaak Newport Group. Caleb was een botte en harteloze zakenman en handelde vaak oneerlijk. Hij had dan ook een slechte band met schoonzoon Sandy Cohen. Hij was erg manipulatief en moeilijk tevreden te stellen. Dochter Kirsten deed er alles aan haar vader tevreden te houden.
Caleb trouwt aan het einde van het eerste seizoen met Julie Cooper.

## Seizoen 2
Terwijl Newport Group op financieel gebied duidelijk achteruit gaat, wordt hij achterna gezeten door een groot geheim uit het verleden. Zijn illegale dochter Lindsay Gardner, die hij met de vrouw met wie hij een affaire had kreeg, komt terug in zijn leven. Hij probeert een band met haar te scheppen, maar als Julie hem dwingt een bloedtest af te leggen, schrikt hij haar af. Niet veel later verhuist Lindsay naar Chicago.
Calebs huwelijk met Julie eindigt, als hij zich ten zeerste voor haar schaamt, nadat een pornofilm uit het verleden van haar, is uitgebracht.
Julie probeerde hem te vergiftigen, maar durfde dit op het laatste moment niet. Toch stierf hij die avond aan een hartaanval. Dochter Kirsten werd gechoqueerd door zijn dood en kreeg een alcoholverslaving.